# Трупфюрер

Петлиця трупфюрера СС в 1933—1934

СС-Трупфю́рер (нім. SS-Truppführer) — військове звання СА (нім. Sturmabteilung), яке існувало з 1930 по 1934. Відповідало званню оберфельдфебель у Вермахті.
Звання СА-Трупфюрер перекладалося, як «лідер загону», й мало своє походження від перших звань добровольчого корпусу (нім. Freikorps), котрий у свою чергу перейняв цей ранг від командирів штурмових загонів Першої світової війни. Спочатку звання трупфюрер СА було вище за військове звання шарфюрер СА, проте в 1932 році було створено нове звання обершарфюрер СА, яке і стало молодшим відносно звання трупфюрер.
Трупфюрер зазвичай займав посаду унтер-офіцера взводу СА у складі роти. Між 1930 і 1934 роками звання трупфюрер використовувалося і в СС, але було скасовано після Ночі довгих ножів, коли трупфюрер СС став називатися обершарфюрер СС.